# یواس‌اس اسکس (ال‌اچ‌دی-۲)
یواس‌اس اسکس (ال‌اچ‌دی-۲) (به انگلیسی: USS Essex (LHD-2)) یک کشتی است که طول آن ۸۴۴ فوت (۲۵۷ متر) می‌باشد. این کشتی در سال ۱۹۹۱ ساخته شد.